# Regius Professor of South Asian Languages (Edinburgh)

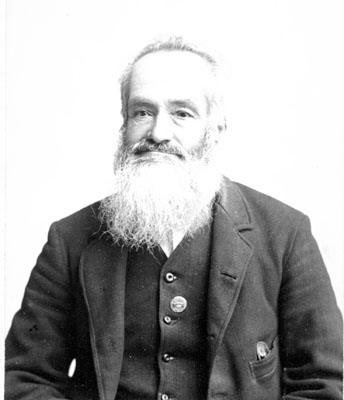
William Muir – einer der Stifter des Lehrstuhls

Der Regius Professor of South Asian Languages, Culture and Society ist eine 1862 von Königin Victoria als Regius Professor of Sanskrit gestiftete Regius-Professur für südasiatische Sprachen und Kultur an der University of Edinburgh in Schottland.
Die Geschichte der Professur beginnt mit den Brüdern John (1810–1882) und William Muir (1819–1905), die für die East India Company jahrelang in Indien tätig waren. Nach ihrer Rückkehr aus Indien wurde William Leiter der Universität und stiftete mit seinem Bruder 1862 eine Professur für Sanskrit unter dem Vorbehalt, den ersten Professor selbst zu benennen zu dürfen. Nach diesem ersten Professor fiel das Recht der Ernennung der Krone zu, wie bei Regius Professuren üblich. Als Nachfolger Aufrechts berief die Krone Julius Eggeling, der schon mehrere Jahre in London forschte und publizierte und als Sekretär der Royal Asiatic Society gut vernetzt war. Eggeling musste England mit Ausbruch des Ersten Weltkriegs 1914 verlassen, da er trotz seines langen Aufenthalts in Großbritannien nie die britische Staatsbürgerschaft erworben hatte.
Schon 1914 wurde der Rechtsanwalt und Sprachforscher Arthur Berriedale Keith als Nachfolger Eggelings berufen. Keith hielt das Amt bis 1944. Nach Keith wurde die Professur für 70 Jahre nicht mehr besetzt. 2014 überraschte die Universität dann die Fachöffentlichkeit mit der Ernennung von Jonathan Robert Spencer zum Professor und verkündete gleichzeitig auch die Umbenennung der Professur in Regius Professor of South Asian Languages.

## Liste der Professoren
| Name                    | Namens- zusatz | von          | bis          | Anmerkung |
| ----------------------- | -------------- | ------------ | ------------ | --- |
| Simon Theodor Aufrecht  |                | 1862         | 1875         | Aufrecht war der durch John und William Muir gewählte Professor. Er verließ Edinburgh 1875, um eine Professur an der Rheinischen Friedrich-Wilhelms-Universität Bonn zu übernehmen. Seine wichtigste Leistung sind die Arbeiten am 1891 veröffentlichten Catalogus Catalogorum. |
| Julius Eggeling         |                | 1875         | 1914         | Der wie Aufrecht aus Deutschland stammende zweite Professor, Hans Julius Eggeling, war ein prominenter Indologe des ausgehenden 19. Jahrhunderts und Sekretär der Royal Asiatic Society in London. Er übersetzte das Shatapatha-Brahmana ins Englische, ohne aber den Inhalt zur Gänze zu verstehen oder wertschätzen zu können. 1914 reiste er auf einen Urlaub nach Deutschland und konnte wegen des Ersten Weltkriegs nicht mehr zurückkehren. 1918 verstarb er in Deutschland. |
| Arthur Berriedale Keith | M.A., D.C.L.   | 1914         | 6. Okt. 1944 | Der von Eggeling ausgebildete Keith war nicht nur Philologe, sondern auch zugelassener Rechtsanwalt des Inner Temple und Fachmann für Verfassungsrecht. Nach Keith’ Tod übergab seine Schwester eine Bibliothek der Universität. Seine wichtigsten Arbeiten betrafen vedisches und klassisches Sanskrit. |
| nicht besetzt           |                | 6. Okt. 1944 | 2014         | Der Lehrstuhl wurde 70 Jahre nicht besetzt. Die Lehre der asiatischen Sprachen und Kultur wurde in Edinburgh aber fortgeführt. |
| Jonathan Robert Spencer | F.R.S.E.       | 2014         |              | Spencer sammelte ab 1980 Erfahrung mit Feldforschung auf Sri Lanka, wo er sich primär mit den Veränderungen der Landwirtschaft befasst. Heute weitet er seine Aufmerksamkeit auf die Grenzen zwischen Politik und Religion auf Sri Lanka und in anderen Regionen. |